# Bandeira de Castro (Paraná)

Bandeira de Castro

A Bandeira de Castro, município paranaense, foi criada em 29 de agosto de 1979 pelo decreto número 57/79.
A bandeira é formada por três faixas verticais, em verde, branco e azul, as cores oficiais do município. O verde representa a agricultura municipal, o branco é o símbolo da paz, e o azul simboliza a pureza de sentimento e a elevação do homem para Deus, além de representar o rio Iapó, que cruza a cidade.
Na faixa central, branca, está colocado o escudo de Castro. Criado em 5 de abril de 1949, o escudo mostra, na sua parte superior, o pelourinho, símbolo da Justiça Régia quando do predicamento a Vila Nova de Castro. Na parte inferior, simbolizando a economia da região, estão ilustrados um cavalo, um boi e um pinheiro sobre uma pastagem rural cortada pelo rio Iapó, com uma serra ao fundo.
O escudo é ladeado por uma haste de milho em desenvolvimento à esquerda, e uma haste de trigo maduro à direita, ambos importantes produtos da região. No topo das hastes, duas estrelas representam os distritos de Socavão e Abapan.
Sobre o escudo, paira o mural das antigas municipalidades, que simboliza as cidades. Sobre ele, uma estrela de ouro que representa o distrito de Carambeí.
Abaixo do escudo, uma faixa leva o nome da padroeira municipal, Santana, junto à data da primeira missa celebrada na região (26 de julho de 1769), bem como o nome de Castro junto à data de sua promoção a cidade (21 de janeiro de 1857).